# Mistrzostwa Świata w Szermierce 1948
Mistrzostwa Świata w Szermierce 1948 – 18. edycja mistrzostw odbyła się w holenderskim mieście Haga. Zawody były rozgrywane tylko w konkurencji floret kobiet drużynowo, której nie było na Igrzyskach Olimpijskich w Londynie.

## Klasyfikacja medalowa
| Lp. | Państwo | złoto | srebro | brąz | Razem |
| --- | ------- | ----- | ------ | ---- | ----- |
| 1   | Dania   | 1     | -      | -    | 1     |
| 2   | Węgry   | -     | 1      | -    | 1     |
| 3   | Francja | -     | -      | 1    | 1     |

## Medaliści

### Kobiety
| Złoto | Srebro                                                                                       | Brąz                                                                                                |
| Floret |                                                                                              | |
| Dania · Solveig Jørgensen · Karen Lachmann · Kate Mahaut · Grete Olsen · Ulla Barding · Kirsten Suhr-Hansen | Węgry · Ilona Elek · Margit Elek · Éva Kun · Katalin Horváth · Magdolna Nyári · Ilona Vargha | Francja · Jacqueline Baudot · Renée Garilhe · Françoise Gouny · Alice Karren · Louisette Malherbaud |